# Biała Orawa
Biała Orawa (słow. Biela Orava) – rzeka w Beskidach Zachodnich na Słowacji, jeden z dwóch głównych toków wodnych tworzących Orawę. Długość rzeki wynosi 39,5 km, średni przepływ 6,7 m³/s.
Źródła na wysokości ok. 1080–1100 m n.p.m. na północno-zachodnich stokach masywu Paráč w grupie górskiej Magury Orawskiej. Spływa początkowo w kierunku północno-zachodnim, następnie w kierunku północno-wschodnim. W rejonie Orawskiej Leśnej skręca ku wschodowi, po czym na terenie Kotliny Orawskiej w Namiestowie na wysokości 601 m n.p.m. uchodzi do Jeziora Orawskiego.
Główne dopływy lewobrzeżne to (licząc z biegiem rzeki): Juríkov potok, Zasihlianka, Klinianka (Novoťanka), Mútňanka i Veselianka (Veselovský potok). Przed wybudowaniem zapory orawskiej i powstaniem Jeziora Orawskiego dopływem Białej Orawy była również Polhoranka, która obecnie wpada wprost do wspomnianego zbiornika. Główne dopływy prawobrzeżne: Nová rieka, Zimná voda, Lomnica, Hruštínka.
Koryto Białej Orawy posiada w ogromnej większości charakter naturalny, jest kręte i kamieniste. Jedynie w centrach niektórych wsi przez które przepływa (np. Łokcza) jest ono umocnione murami z kamieni. Brzegi w części źródłowej porośnięte lasem świerkowym, w niższych położeniach zaroślami wierzbiny, rzadziej olchowymi. Od mostu w Orawskiej Leśnej Biała Orawa jest na odcinku ok. 33 km spławna przy wysokich stanach wody.